# Saduceové
Saduceové (z lat. Sadducaei, přes řečtinu z hebr. צדוקים cadokim, dosl. „Sádokovci“) byli jedním z teologických, sociálních a politických názorových proudů antického judaismu, který vznikl v 2. stol. př. n. l. a jejich existence trvala do první židovské války (66–74 n. l.).
O saducejích je toho v porovnání s dalšími židovskými proudy té doby známo poměrně málo. Zprávy o této skupině se dochovaly jen z prostředí odpůrců saduceů (evangelia, Talmud, esejci) nebo přinejmenším lidí zvnějšku (Josephus Flavius). Tyto prameny poskytují pouze zjednodušený obraz saduceů, jako vyšší třídu kněžské aristokracie, která z hospodářských důvodů spolupracovala s Římany.

## Historický vývoj

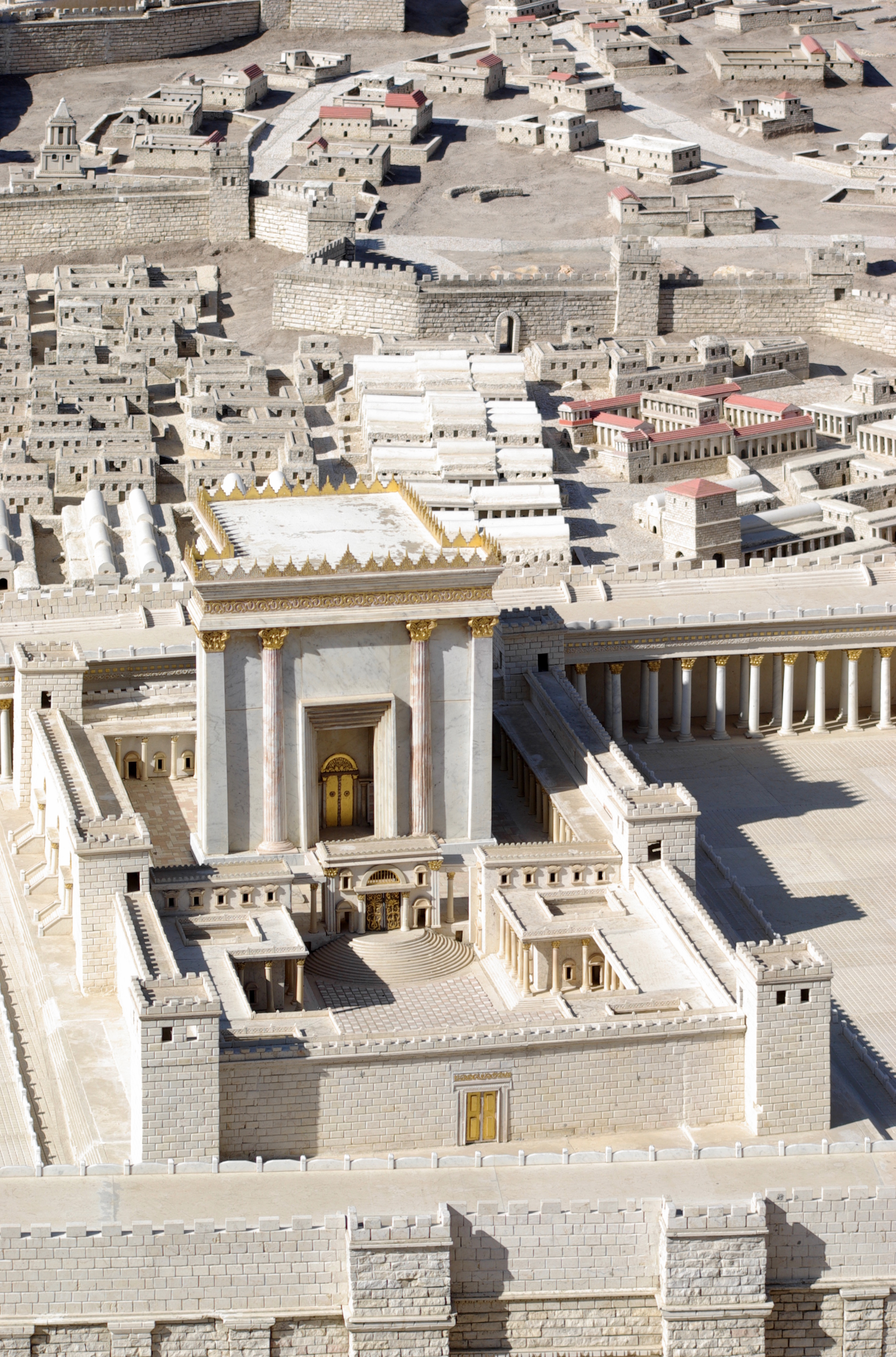
Model druhého Chrámu, centra saduceů

Saduceové odvozovali svůj původ od Sádoka, který byl knězem v Chrámu za vlády Davida a Šalomouna (10. stol. př. n. l.). Sádokovský původ se následně stal nezbytným předpokladem legitimního kněžství. Po návratu z babylonského zajetí, kdy Židé spadali pod správu Peršanů, se velekněz stal představitelem Židů, což však nutně znamenalo spolupráci s Peršany a jejími následníky. Kněžská třída proto velmi podléhala vlivu helénismu a dosti se zapojovala do boje o moc s laickou aristokracií. Během makabejského povstání (167–161 př. n. l.) uprchl velekněz Onias IV. do Egypta a vůdčí kněžskou rodinou se stala vedlejší kněžská linie, rodina Hasmonejců. Kněžské rodiny se s novou situací poměrně rychle smířily a vznikla tak skupina saduceů.
I po makabejském povstání saduceové silně podléhali helénismu, čímž se čím dál více vzdalovali farizeům, kteří kritizovali tento odklon od původních myšlenek protihelénistického makabejského povstání a získávali podporu obyčejného obyvatelstva. Toto rozštěpení židovské společnosti vedlo roku 88 př. n. l. dokonce k občanské válce.
Skupina saduceů, jakožto kněžská třída, stála a padala s chrámovou bohoslužbou. Zničení Chrámu roku 70 n. l. během první židovské války proto znamenal zánik saduceů.

## Učení
Saduceové kladli především důraz na doslovný výklad Tóry, což sice aristokratickým vrstvám nevadilo, ztěžovalo to však život chudšímu obyvatelstvu, které se proto přiklánělo k farizeům.
Saduceové také odmítali veškeré učení, které by mohlo ohrozit jejich pozice. Odmítali proto zejména apokalyptická hnutí (včetně farizeů a esejců) a jejich víru ve vzkříšení, anděly a démony.

## Opozice vůči saduceům
Opozici vůči saduceům tvořily nejen lidé ze skupiny blízké farizeům, ale také i někteří kněží. Kněžská opozice se profilovala do dvou proudů – méně radikální zelóti, kteří vystupovali proti spolupráci s římskými okupanty, a radikální skupiny, které považovaly Chrám kvůli saduceům za zcela znesvěcený a očekávaly zásadní zvrat, zničení Chrámu a nový Jeruzalém i s Chrámem, který sestoupí z nebe.
Saduceje kritizoval i Ježíš. Někteří biblisté se domnívají, že proti saduceům bylo původně směřováno mnohem více výtek (např. Mt 23,16); v době sepisování evangelií (2. pol. 1. stol.) však již saduceové de facto neexistovali a vznikající křesťanství se muselo vypořádávat mnohem více s farizeismem, evangelisté proti fariseismu proto postavili i výtky původně určené i jiným židovským skupinám.